# 金高清吉
金高 清吉（かねたか せいきち、1919年3月9日 - 1960年2月16日）は、将棋棋士。贈八段。木村義雄十四世名人門下。千葉県天津小湊町（現・鴨川市）出身。

## 経歴
1946年、順位戦C級に参加し、成績上位のために六段へ跳び昇段。翌年にB級に昇段する。B級2組在籍のまま、1960年に逝去。

## 棋風
珍形、変形、手損等は気にしない棋風で、「悪力の金高」の異名があった。

## 人物
海釣りが好きで、釣った魚のことをけなされると、闘志満々で戦ったという。
非常に酒が好きであり、清野静男、間宮純一との三人で「将棋界の三奇人」とよばれた。

## 昇段履歴
- 1941年 四段
- 1947年5月10日 六段へ跳び昇段（順位戦C級上位）
- 1948年4月1日 七段（順位戦B級昇級）
- 1960年2月16日 逝去
- 1973年11月3日 八段（表彰感謝の日表彰 追贈）